# Нагарканда (подокруг)
Нагарканда (бенг. নগরকান্দা, англ. Nagarkanda) — подокруг в центральной части Бангладеш в составе округа Фаридпур. Образован в 1906 году. Административный центр — город Нагарканда. Площадь подокруга — 379,02 км². По данным переписи 1991 года население подокруга составляло 267 193 человека. Плотность населения равнялась 705 чел. на 1 км². Уровень грамотности населения составлял 22,6 %. Религиозный состав: мусульмане — 89,71 %, индуисты — 10,25 %, прочие — 0,04 %.